# Elsebeth Gerner Nielsen
Elsebeth Gerner Nielsen, född Jensen 5 januari 1960, är en dansk politiker och f.d. kulturminister. Hon representerade Radikale Venstre.
Hon är dotter till gårdsägarna och jordbrukarna Knud Jensen och Inga Poulsen. Hon växte således upp på familjens lilla gård i Favrholt, i utkanten av Frederikshavn på Nordjylland. Hon började skolan vid Ravnshøj Skole och trivdes bra. Hon var engagerad i skolarbetet och var en diskussionslysten elev och tog realexamen från skolan 1977. När hon var 18 år gammal tog hennes fader sitt liv på grund av de stora omvälvningar som skedde på landsbygden. Hon bestämde sig, som den första i sin släkt, att ta studenten. Hon tog sin studentexamen från Frederikshavn Gymnasium 1980 och bestämde sig för att studera vidare. Hon valde att studera ekonomi, samhällsvetenskap och sociologi vid Odense Universitet och tog cand.rer.soc.examen 1986. Hon kom att stanna kvar på universitetet en period för att arbeta som undervisningsassistent. Vid sidan om arbetade hon också som projektledare vid kulturhuset Bolbro Brugerhus 1986-1988.
Under tiden som hon studerade på universitetet gifte sig Elsebeth Jensen med förvaltningschefen Sven Gerner Nielsen 1983. Samma år fick de sitt första barn, Inga. De bestämde sig 1988 för att flytta till ön Falster. Här arbetade Elsebeth Gerner Nielsen som fullmäktig i social- och hälsoförvaltningen i Storstrøms kommun fram till 1989, därefter som försökskonsulent och forskare vid Udviklingscenteret for Folkeoplysning og Voksenundervisning fram till 1992. 1991 fick paret Gerner Nielsen sonen Niels.
Elsebeth Gerner Nielsens år som politiskt aktiv började 1984, då hon skickade in ett bidrag till en kröniketävling om andelsrörelsens framtid. Hon vann tävlingen och stiftade bekantskap med Lone Dybkjær, en framträdande politiker från Radikale Venstre och sedermera miljöminister. Denne kom att göra Gerner Nielsen till ordförande för den danska Brundtlandkampanjen 1989-1992. Hon valde 1992 att ansluta sig till Radikale Venstre och valdes in i partiets huvudstyrelse året därefter. Hon ställde samtidigt upp som kandidat till folketinget inför det kommande valet under 1994. Hon blev invald och blev ordförande för det danska miljödepartementets "gröna fond" och dessutom partiets ordförande i folketinget inom områden som miljö, utbildning och kultur.
Efter valet till folketinget 1998 utsågs Elsebeth Gerner Nielsen till ny kulturminister för att efterträda partikamraten Ebbe Lundgaard. Detta ämbete höll hon fram till att den av Poul Nyrup Rasmussen ledda koalitionsregeringen röstades ut och ersattes av den av Anders Fogh Rasmussen ledda borgerliga regeringen 2001. Härefter blev Gerner Nielsen Radikale Venstres ordförande inom miljöpolitik, socialpolitik och invandringspolitik fram till 2007, då hon lämnade politiken för att bli rektor för designskolan i Kolding. Sedan 2008 har hon även varit medlem av Etisk Råd.

## Övriga förtroendeposter
- Styrelsemedlem av Trekantområdets Innovationsforum (2008-)
- Styrelsemedlem av Center for Kultur- og Oplevelsesøkonomi (2008-)
- Ambassadör för Institut for Menneskerettigheder
- Ordförande för Udvalget til sikring af traditionelle håndværk (1997-)
- Ordförande för Miljöministeriets "Grønne Fond" (1994-1997)
- Medlem av Folketingets Teknologinævn (1991-1994)
- Styrelsemedlem av Kulturfonden (1992-1994)